# 李正信
李正信（韓語：이정신，1991年9月15日—），韓國三人男子樂團CNBLUE成員，擔任貝斯手。出生地於京畿道高陽市一山，在韓國出道前曾在日本以獨立樂隊活動。

## 經歷
- 2009年10月，作為貝斯手加入CNBLUE，赴日本以獨立樂隊的形式開始音樂活動。
- 2010年1月14日，CNBLUE發行首張韓語迷你專輯《Bluetory》，當日在首爾三成洞舉行出道Showcase活動，次日亮相KBS音樂節目《音樂銀行》，正式在韓國出道。5月19日，CNBLUE發行第二張韓語迷你專輯《Bluelove》。7月至10月，多次出演韓國綜藝節目《Starking》。9月18日，擔任綜藝節目《我們結婚了》第二季「中秋恐怖特輯」特別主持人。
- 2011年3月，CNBLUE發行首張韓語正規專輯《First Step》。3月28日，在首爾時裝周中作為模特參加韓國設計師宋智吳（SONGZIO）時裝秀的走秀活動。4月，參演女子組合4minute的歌曲《Heart To Heart》的MV。
- 2012年3月26日，CNBLUE發行第三張韓語迷你專輯《EAR FUN》。
- 2012年7月，客串出演KBS家庭劇《順藤而上的你》第42集。9月，李正信參演韓國KBS周末劇《我的女兒素英》，在劇中飾演姜盛才一角。
- 2013年1月，CNBLUE發行第四張韓語迷你專輯《Re:BLUE》，專輯曲目全部由樂隊成員親自創作。7月，參演KBS歷史劇《刀與花》，飾演時雨一角。
- 2014年2月，CNBLUE發行第五張韓語迷你專輯《Can't Stop》。
- 2014年6月，CNBLUE全體受邀出演中國湖南衛視脫口秀節目《天天向上》，首登中國大陸綜藝。7月，李正信參演韓國SBS月火劇《誘惑》，在劇中飾演羅弘奎一角。10月4日， CNBLUE受邀參加第17屆仁川亞運會閉幕式的演出。10月17日，再次作為模特參加首爾時裝周中韓國設計師宋智吳（SONGZIO）時裝秀的走秀活動。
- 2015年2月，李正信出演韓國JTBC電視台綜藝節目《我去上學啦》。同時2月出演KBS兩集特別電視劇《謝謝，兒子》，飾演主角張時宇，並為該劇演唱插曲。3月起，與Key搭檔成為Mnet電視台音樂節目《M! Countdown》的固定主持人。4月，固定出演SBS綜藝節目《中韓時尚王》。同時4月，客串出演SBS電視劇《看見味道的少女》第6集。
- 2016年3月，客串出演FNC娛樂自製劇《Click Your Heart》第1集[1]，該劇於MBC Every1（朝鲜语：MBC 에브리원）和Naver TV CAST同步播出。
- 2018年7月31日入伍，並在2020年3月18日退伍。

## 音樂

### 單曲
| 年份   | 電視劇         | 歌曲                              |
| 2015年 | 謝謝你，兒子啊 | 모르나봐 (I Guess You Don't Know) |
| 2016年 | 灰姑娘與四騎士 | 고백 (告白)                       |
| 2016年 | 灰姑娘與四騎士 | 별이 쏟아지는 너 (星星般閃耀的妳) |

### 迷你專輯
- 2019年9月25日:《4GIFTS ～ Best of Solo Fan Meeting & Blue Orion》（DVD+CD）

## 粉絲見面會
- イ・ジョンシン(from CNBLUE) 1st Solo Fanmeeting in Japan ～Untouchable ワン!derland Ⅳ～

| 日期                 | 見面會站次 | 舉行地點      |
| 2016年7月18日 (兩場) | 東京站     | 中野Sun Plaza |

- イ・ジョンシン(CNBLUE) ラブ・トライアングル～また君に恋をする～上映会＆トークイベント

| 日期          | 見面會站次 | 舉行地點      |
| 2018年5月19日 | 大阪站     | 大阪 IMP Hall |

- 2018 LEE JONG HYUN & LEE JUNG SHIN 1ST FANMEETING ‘J VS J’ IN BANGKOK

| 日期          | 見面會站次 | 舉行地點                        |
| 2018年5月27日 | 曼谷站     | BCC Hall, Central Plaza Ladprao |

- CNBLUE SPECIAL FANMEETING <BOICE CAFÉ : LJS CAFÉ>[2]

| 日期         | 見面會站次 | 舉行地點                |
| 2018年7月8日 | 首爾站     | Olympic Park K Art Hall |

- イ・ジョンシン(from CNBLUE) Solo Fanmeeting 2018 in Japan ～Bon voyage!～

| 日期                 | 見面會站次 | 舉行地點                         |
| 2018年7月15日 (兩場) | 東京站     | Tokyo International Forum Hall C |
| 2018年7月18日 (兩場) | 大阪站     | Orix Theatre                     |

## 影視作品

### 電視劇
| 年份 | 電視台     | 戲劇名稱                       | 角色         | 性質       |
| 2012 | KBS        | 順藤而上的你                   | 李正信       | 客串       |
| 2012 | KBS        | 親愛的瑞英                     | 姜盛才       | 男配角     |
| 2013 | KBS        | 劍與花                         | 時雨         | 男配角     |
| 2014 | SBS        | 誘惑                           | 羅弘奎       | 男配角     |
| 2015 | KBS        | 謝謝你，兒子啊                 | 張時雨       | 第一男主角 |
| 2015 | SBS        | 看見味道的少女                 | 李正信       | 客串       |
| 2016 | MBC Every1 | Click Your Heart               | 班導師       | 客串       |
| 2016 | tvN        | 灰姑娘與四騎士                 | 姜書宇       | 第三男主角 |
| 2017 | SBS        | 我的野蠻女友 (韓國電視劇)      | 姜俊英       | 第二男主角 |
| 2018 | OCN        | 操心                           | 姜信寓       | 男主角     |
| 2018 | OCN        | Voice2                         | 李在熙/ 蟋蟀 | 客串       |
| 2021 | StarCrew   | 雞尾酒系夏日伙伴 (Summer Guys) | 鮮於燦       | 第一男主角 |
| 2022 | tvN        | 流星                           | 都秀赫       | 第三男主角 |
| 2024 | SBS        | 7人的復活                      | 黃燦盛       |            |

## 作品

### 音樂錄影帶(MV)
| 日期           | 歌曲           | 歌手    |
| 2011年3月29日  | Heart to Heart | 4Minute |
| 2016年10月18日 | 等你愛         | 吳映潔  |

### 主持
| 日期                        | 節目名稱         | 備註  |
| 2015年3月19日至2016年9月8日 | 《M! Countdown》 | 與Key |

## 獎項

### 大型頒獎禮獎項
- 2015年: DramaFever Award－Best Rising Star獎《誘惑》
- 2016年：Asia Artist Awards－电视剧部门New Wave賞

## 外部連結
- Lee Jung Shin的X（前Twitter）
- 李正信的新浪微博
- 李正信的Instagram帳戶
- CN Blue official website 
- CN Blue official Japanese website （日語）
- （日語）CNBLUE 日本官方部落格